# مماشات

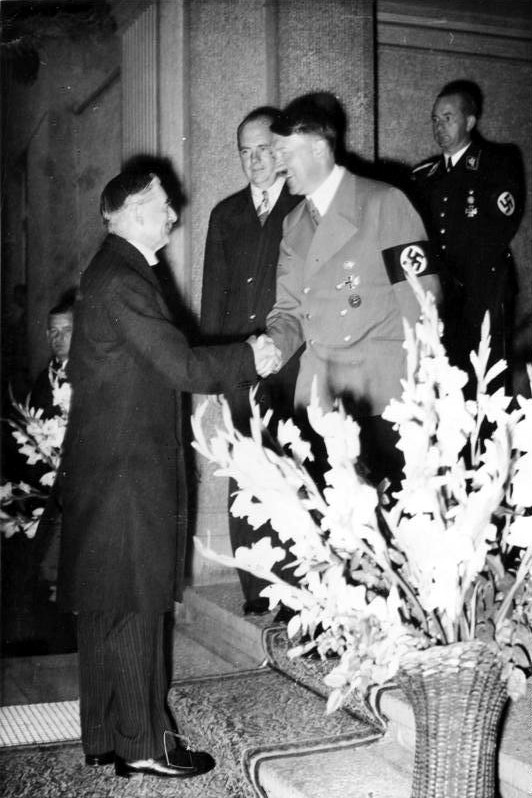
نویل چمبرلین، نخست‌وزیر بریتانیا در دیدار با آدولف هیتلر، پیشوای آلمان

مُماشات (به انگلیسی: Appeasement) یا خشنودسازی، سیاست دوری گزیدن از درگیری نظامی و کوشش برای حل مسالمت‌آمیز مناقشات سیاسی است.
مماشات به کوتاه آمدن در برابر طرف زورگو و سعی در راضی کردن طرف مقابل با برآورده کردن خواسته‌های او نیز گفته می‌شود.
نویل چمبرلین از مدافعان اجرای این سیاست در برابر سلطه‌جویی آدولف هیتلر بود. شکست این سیاست، منجر به روی کار آمدن وینستون چرچیل به عنوان نخست‌وزیر بریتانیا شد.